# Бал Крик (Мисури)
Бал Крик (енгл. Bull Creek) град је у америчкој савезној држави Мисури.

## Демографија
По попису из 2010. године број становника је 603, што је 378 (168,0%) становника више него 2000. године.
| Група             | 2000.       | 2010.       |
| Белци             | 211 (93,8%) | 509 (84,4%) |
| Афроамериканци    | 0 (0,0%)    | 8 (1,3%)    |
| Азијати           | 0 (0,0%)    | 4 (0,7%)    |
| Хиспаноамериканци | 9 (4,0%)    | 61 (10,1%)  |
| Укупно            | 225         | 603         |